# Comodica tetracercella
Comodica tetracercella är en fjärilsart som beskrevs av Edward Meyrick 1880. Comodica tetracercella ingår i släktet Comodica och familjen äkta malar. Inga underarter finns listade i Catalogue of Life.